# زمین‌لرزه الجزایر
زمین‌لرزه الجزایر ممکن است به یکی از موارد زیر اشاره داشته باشد:
- زمین‌لرزه ۱۹۴۶ الجزایر
- زمین‌لرزه ۱۹۹۴ الجزایر
- زمین‌لرزه ۲۰۱۰ الجزایر
- زمین‌لرزه ۱۹۶۰ الجزایر
- زمین‌لرزه ۱۹۹۹ الجزایر
- زمین‌لرزه ۱۹۱۰ الجزایر
- زمین‌لرزه ۱۹۸۹ الجزایر
- زمین‌لرزه ۱۹۵۴ الجزایر